# Evolve Championship
L'Evolve Championship è stato un titolo di wrestling della federazione Evolve. È nato nel 2013 ed il primo campione fu AR Fox che sconfisse Sami Callihan nella finale di un torneo, e venne disattivato nel 2020 con Josh Briggs come ultimo campione. 
L'Evolve venne fondata nel 2009 dal booker della Dragon Gate USA Gabe Sapolsky, il proprietario della Full Impact Pro Sal Hamaoui e il wrestler indipendente Davey Richards. Il primo show si tenne il 16 gennaio 2010. Originariamente, la federazione non aveva alcun titolo, si basava semplicemente su un conteggio di vittorie e sconfitte di ogni wrestler durante i vari show, così da stabilire un record che poteva essere quindi positivo o negativo. Il 25 novembre 2011, la Evolve e la DG USA annunciarono la loro unificazione, portando quindi la federazione a riconoscere come massimi allori i già esistenti Open the Freedom Gate e Open the United Gate Championship.
L'anno successivo, precisamente l'8 settembre 2012, venne annunciata l'istituzione di un Evolve Championship, che venne poi assegnato l'aprile successivo. Il 29 agosto 2014, Drew Galloway difese per la prima volta la cintura fuori dagli Stati Uniti contro Johnny Moss durante un evento della British Championship Wrestling a Kilmarnock, in Scozia. Date le sue continue difese all'estero, McIntyre iniziò a riferirsi alla cintura da lui detenuta come "Evolve World Championship", ma la federazione non ha mai riconosciuto né approvato il cambio di denominazione. Durante il regno da campione di Timothy Thatcher, durato ben 596 giorni, il titolo venne difeso anche in Germania.

## Albo d'oro
| Wrestler         | Regni | Data             | Luogo         | Note                                                                                               |
| ---------------- | ----- | ---------------- | ------------- | -------------------------------------------------------------------------------------------------- |
| AR Fox           | 1     | 5 aprile 2013    | Secaucus      | Sconfiggendo Sami Callihan nella finale di un torneo ad 8 uomini per l'assegnazione della cintura. |
| Chris Hero       | 1     | 23 febbraio 2014 | Brooklyn      | |
| Drew Galloway    | 1     | 8 agosto 2014    | Tampa         | |
| Timothy Thatcher | 1     | 10 luglio 2015   | Tampa         | Il match era valido anche per il Dragon Gate Open the Freedom Gate Championship.                   |
| Zack Sabre Jr.   | 1     | 25 febbraio 2017 | New York      | |
| Matt Riddle      | 1     | 5 aprile 2018    | Kenner        | |
| Shane Strickland | 1     | 4 agosto 2018    | Philadelphia  | |
| Fabian Aichner   | 1     | 28 ottobre 2018  | Ybor City     | |
| Austin Theory    | 1     | 15 dicembre 2018 | New York City | In un Triple Treath Match che includeva anche Roderick Strong.                                     |
| Josh Briggs      | 1     | 9 novembre 2019  | New York City | |
| Ritirato         | —     | 2 luglio 2020    | New York City | Disattivato dopo che la Evolve ha chiuso le operazioni.                                            |